# Филимонов, Александр Петрович
Алекса́ндр Петро́вич Филимо́нов (2 (14) сентября 1866, Григорополисская, Кубанская область, Российская империя — 4 августа 1948, Осиек, СР Хорватия, Югославия) — военачальник, генерал-лейтенант. Первый атаман Кубанской народной республики и Кубанского казачьего войска.

## Ранние годы
Казак станицы Григориполисской Кубанского войска. Окончил Владимирский Киевский кадетский корпус (1884), Московское Александровское военное училище (1886), Александровскую военно-юридическую академию (1907) и одновременно Археологический институт.

## Служебная карьера
Пройдя службу на младших строевых должностях, с 1908 занимал военно-административную должность атамана Лабинского отдела Кубанского казачьего войска.
После Февральской революции был избран председателем Кубанского войскового правительства. С 12 октября 1917 по 10 ноября 1919 — атаман Кубанского казачьего войска, офицер в Кубанской армии генерала Виктора Покровского.

## Политическое направление
Вёл умеренно-независимую политику Кубани и Кубанского войска по отношению к правительству Кубани и Добровольческой армии. Из-за разногласий с Антоном Деникиным вынужден был сложить с себя полномочия атамана Кубанского казачьего войска 10 ноября 1919 года. В декабре 1919 года эмигрировал в Сербию. После кончины генерала Казановича одно время был председателем Союза участников 1-го Кубанского похода. Умер в 1948 в городе Осиеке в Югославии.

## Публикации
- Филимонов А. П. Кубанцы (1917—1918 гг.). — Берлин: «Белое дело», 1927.

## Память
В честь атамана Филимонова в 1915 году названа станица Филимоновская.

## Награды
- Орден Святого Станислава 3-й ст. (1906)
- Орден Святой Анны 3-й ст. (1909)
- Орден Святого Станислава 2-й ст. (ВП 02.09.1915).